# Turriculinae
Turriculinae é uma subfamília de gastrópodes pertencente a família Turridae.